# Wolfgang Lüth
Wolfgang Lüth (Riga, 15 de outubro de 1913 — Flensburg-Mürwik, 13 de maio de 1945) foi um oficial alemão da Kriegsmarine que serviu durante a Segunda Guerra Mundial. Foi creditado com o naufrágio de 46 navios mercantes mais o submarino francês Doris, afundados durante 15 patrulhas de guerra, para uma tonelagem total de 225.204 GRT.
Lüth ingressou na Reichsmarine em 1933. Após um período de treinamento em navios de superfície, transferiu-se para o serviço de submarinos em 1936. Em dezembro de 1939, recebeu o comando do U-9, que assumiu seis patrulhas de guerra. Em junho de 1940, ele assumiu o comando do U-138 para duas patrulhas. Em outubro de 1940 ele se transferiu novamente, desta vez para o submarino U-43 para cinco patrulhas de guerra. Após duas patrulhas no U-181, sendo a segunda a mais longa da guerra, ele foi condecorado com a Cruz de Cavaleiro da Cruz de Ferro com Folhas de Carvalho, Espadas e Diamantes. Ele foi o primeiro de dois comandantes de submarinos a ser homenageado durante a Segunda Guerra Mundial, sendo o outro destinatário Albrecht Brandi.
A última posição de serviço de Lüth foi comandante da Academia Naval de Mürwik, perto de Flensburgo. Ele foi acidentalmente baleado e morto por um sentinela alemão após o fim da guerra na noite de 13–14 de maio de 1945. Em 16 de maio de 1945, Lüth recebeu um funeral de estado pelo Governo de Flensburgo.

## Início da vida e carreira
Lüth era um germano-báltico nascido em Riga, então parte do Império Russo. Ele foi para o Naturwissenschaftliches Gymnasium lá e depois de receber seu Abitur (certificado), estudou direito por três semestres no Herder-Institut. Com a aprovação de seus pais, ele deixou a Letônia para se juntar à Reichsmarine (renomeada Kriegsmarine em 1935) em 1 de abril de 1933 como candidato a oficial. Depois que ele passou por treinamento militar básico, ele foi transferido para o navio de treinamento Gorch Fock atingindo o posto de Seekadett (cadete naval) em 23 de setembro de 1933. Ele inicialmente serviu com a frota de superfície, indo em uma turnê de treinamento de nove meses ao redor do mundo no cruzador Karlsruhe de 24 de setembro de 1933 a 27 de junho de 1934. Ele avançou na classificação para Fähnrich zur See (aspirante) em 1 de julho de 1934 e serviu por um ano a bordo do cruzador leve Königsberg (22 de março de 1936 – 31 de janeiro de 1937), alcançando o posto de Oberfähnrich zur See (aspirante sênior) em 1 de abril de 1936 e Leutnant zur See (segundo-tenente) em 1 de outubro de 1936.
Em fevereiro de 1937 ele se transferiu para a Arma de Submarino e foi promovido a Oberleutnant zur See (primeiro-tenente) em 1 de junho de 1938. Em julho, ele foi nomeado 2.º Oficial de Vigilância do U-27 (3 de julho de 1938 – 23 de outubro de 1938). Ele navegou em uma patrulha em águas espanholas durante a guerra civil naquele país no concurso Erwin Wassner (13 de abril de 1939 – 18 de maio de 1939). Em outubro foi nomeado 1.º Oficial de Vigilância do U-38 sob o comando do Kapitänleutnant (capitão-tenente) Heinrich Liebe, que durante a Segunda Guerra Mundial ganharia a Cruz de Cavaleiro da Cruz de Ferro com Folhas de Carvalho. Quando a guerra estourou, Lüth estava em patrulha com o U-38 que havia deixado em Wilhelmshaven no dia 19 de agosto de 1939 e patrulhou as abordagens ocidentais até retornar à base em 18 de setembro de 1939.

## Submarinos sob seu comando

### U-9
Em 30 de dezembro de 1939, Lüth assumiu o comando do U-9, um submarino Tipo IIB. Ele fez seis patrulhas com este barco, obtendo sucesso constante. Em janeiro de 1940, o U-9 afundou o navio mercante sueco Flandria, após a ignição prematura de um flutuador de fumaça. Este ataque de superfície foi realizado enquanto a ponte do U-9 estava cheia de membros da tripulação. Outros naufrágios incluíram o submarino francês Doris em 9 de maio de 1940 e sete navios mercantes com um total de 16.669 toneladas brutas de registro (GRT). Um ataque ao ORP Błyskawica em 20 de abril de 1940, no entanto, não teve sucesso, pois os torpedos falharam e detonaram na esteira do destróier.

### U-138
Em 27 de junho de 1940 Lüth assumiu o comando do U-138, um submarino Tipo IID, com o qual afundou quatro navios em sua primeira patrulha, totalizando 34.644 GRT. Em outubro, o U-138 retornou de sua segunda patrulha, durante a qual disparou um torpedo contra (mas falhou) o navio mercante norueguês SS Dagrun (4.562 GRT), afundou o navio mercante britânico SS Bonheur (5.327 GRT) e danificou o petroleiro britânico British Glory (6,.993 GRT). Inicialmente, as autoridades alemãs acreditavam que a British Glory tinha sido afundado e Lüth foi nomeado para a Cruz de Cavaleiro da Cruz de Ferro, que ele recebeu em 24 de outubro de 1940. No anúncio de rádio, Lüth foi creditado com o afundamento de 12 navios e um submarino de 87.236 toneladas, quando na realidade a tonelagem afundada somava apenas 51.316 GRT até o final de setembro, subindo para 56.643 GRT em 15 de outubro de 1940.

### U-43
Por suas realizações, Lüth recebeu o comando de um novo barco, e em 21 de outubro de 1940 Lüth assumiu o comando do U-43, um submarino de longo alcance Tipo IX. Após abortar duas vezes a primeira patrulha por falhas mecânicas, realizou cinco patrulhas com esta embarcação, totalizando 204 dias no mar, afundando 12 navios somando 64.852 GRT. Em 1 de janeiro de 1941 foi promovido a Kapitänleutnant. Lüth, por causa de sua experiência–como muitos outros comandantes de alto escalão–foi encarregado de treinar futuros comandantes de submarinos, incluindo Erich Würdemann. Esses estagiários muitas vezes vinham em patrulhas de guerra individuais, que seria seu último exercício antes de receberem seu próprio comando.
O U-43 deveria partir de Lorient em uma patrulha de guerra para uma área ao largo de Freetown, na África Ocidental, mas no início de 4 de fevereiro de 1941, ele afundou enquanto estava amarrado a Ysere, um antigo veleiro que era usado como píer flutuante. Válvulas e respiradouros haviam sido adulterados no dia anterior, mas ninguém havia notado a lenta, mas constante entrada de água nos porões. Para piorar as coisas e ao contrário de uma diretriz do Befehlshaber der U-Boote (BdU—Quartel-general de comando dos submarinos), uma escotilha foi deixada aberta, permitindo que a água entrasse na sala de torpedos da popa. Dois suboficiais foram considerados os mais culpados; mas Lüth, como capitão, foi o responsável. No entanto, segundo o autor Jordan Vause, nenhum registro de punição parece ter sobrevivido e a carreira de Lüth não parece ter sido afetada. O U-43 foi reflutuado e Lüth o levou de volta ao Atlântico Norte em maio de 1941.

### U-181
Em janeiro de 1942, após a conclusão de outra patrulha, Lüth recebeu ordens de trazer o U-43 de volta à Alemanha para uma revisão. Em 9 de maio de 1942, Lüth recebeu o comando de um submarino de longo alcance Tipo IXD-2, o U-181. Ele partiu em sua primeira patrulha em setembro de 1942, partindo de Kiel para o Oceano Índico e águas da África do Sul. Em outubro, ele alcançou as rotas marítimas fora da Cidade do Cabo e passou um mês patrulhando a área. Em 13 de novembro de 1942, ainda no mar, Lüth recebeu um sinal informando que havia sido condecorado com a Cruz de Cavaleiro da Cruz de Ferro com Folhas de Carvalho.
Dois dias depois, o U-181 foi fortemente danificado pelo destróier britânico Inconstant em um combate que durou nove horas antes que Lüth pudesse escapar. Depois de reparar o seu navio, Lüth levou-o a Lourenço Marques e durante a quinzena seguinte o U-181 empreendeu uma série de ataques de superfície que resultaram no afundamento de oito navios, principalmente com o canhão de convés do U-181. In January Em janeiro de 1943, depois de afundar 12 navios por 58.381 GRT, o U-181 retornou a Bordéus na França, em janeiro de 1943. Em 31 de janeiro de 1943, Lüth e outros oficiais da Kriegsmarine viajaram para a Wolfsschanze, quartel-general de Hitler em Rastenburg, atual Kętrzyn na Polônia, para a apresentação das Folhas de Carvalho. Após a apresentação, Hitler se encontrou com Dönitz e Vizeadmiral Theodor Krancke em particular. Durante esta reunião, Hitler nomeou Dönitz como Dönitz como Oberbefehlshaber der Marine (Comandante-em-chefe) da Kriegsmarine após a renúncia de Erich Raeder em 30 de janeiro de 1943. No voo de volta a Berlim, Dönitz informou Lüth e os outros oficiais presentes dessa mudança no comando.
Em março de 1943, Lüth partiu para uma segunda patrulha na África do Sul e no Oceano Índico, em particular nas águas ao redor das Maurícias. Esta patrulha durou 205 dias (23 de março de 1943 – 14 de outubro de 1943), tornando-se a segunda mais longa da guerra. (A patrulha de combate mais longa da Segunda Guerra Mundial durou 225 dias, o que foi alcançado por Eitel-Friedrich Kentrat como comandante do U-196.) Lüth afundou 10 navios totalizando 45.331 GRT nesta patrulha, que acabou sendo sua última. Enquanto no mar, ele foi promovido a Korvettenkapitän em 1 de abril de 1943. Mais tarde naquele mês, ele recebeu a notícia de que havia sido condecorado com a Cruz de Cavaleiro da Cruz de Ferro com Folhas de Carvalho e Espadas.
Depois de realizar uma patrulha entre Lourenço Marques e Durban, durante a qual o U-181 afundou mais três navios. O U-181 se encontrou com o navio de suprimentos Charlotte Schliemann, a leste das Maurícias, para reabastecer em 21 de junho. Também estiveram presentes o U-177, sob o comando de Robert Gysae, o U-178 (Wilhelm Dommes), o U-196 (Eitel-Friedrich Kentrat), o U-197 (Robert Bartels) e o U-198 (Werner Hartmann). Os comandantes trocaram experiências e discutiram o problema das falhas dos torpedos. Em julho, Lüth liderou seu barco para o oeste em direção a Madagascar, antes de ser ordenado de volta às Maurícias. Em 15 de julho de 1943, Lüth afundou o mineiro britânico Empire Lake e anotou em seu diário de bordo: "Cinco homens foram deixados flutuando em um pedaço de destroços. Devido ao alto mar e a 180 milhas de distância da terra, eles provavelmente não serão salvos."
Em 9 de agosto de 1943, enquanto ainda em patrulha, Lüth foi condecorado com a Cruz de Cavaleiro da Cruz de Ferro com Folhas de Carvalho, Espadas e Diamantes. Além disso, Lüth nomeou dois membros da tripulação do U-181 para a Cruz de Cavaleiro da Cruz de Ferro após esta patrulha. O engenheiro-chefe Kapitänleutnant Carl-August Landfermann e o 2º oficial de guarda Johannes Limbach receberam a Cruz de Cavaleiro por suas realizações.

## Em terra e morte
Após cinco anos de serviço operacional de submarinos, incluindo 15 patrulhas de guerra e mais de 600 dias no mar, Lüth assumiu o comando da 22.ª Flotilha de Submarinos estacionada em Gotenhafen em janeiro de 1944. Esta era uma unidade de treinamento para comandantes de submarinos. Em julho de 1944 assumiu o comando do 1º Departamento da Academia Naval Mürwik em Flensburgo. Ele foi promovido a Fregattenkapitän (capitão de fragata) em 1 de agosto de 1944 e tornou-se o comandante de toda a academia em setembro. Ele foi promovido a Kapitän zur See (capitão do mar e guerra) em 1 de setembro de 1944.
As forças britânicas ocuparam Flensburgo em 5 de maio de 1945; inicialmente, nada mudou na rotina diária da Academia Naval Mürwik. Retornando bêbado na noite de 13–14 de maio de 1945, Lüth não respondeu ao desafio da sentinela e foi baleado na cabeça pelo marinheiro de 18 anos Mathias Gottlob, um guarda alemão. O oficial encarregado imediatamente relatou o incidente, entrando em contato com o Grande Almirante e Reichspräsident Karl Dönitz. O ajudante de Dönitz, que aceitou a ligação, inicialmente pensou que era uma piada de mau gosto. Ele então ligou para o irmão de Lüth, Joachim, pois os dois irmãos estavam morando juntos. Foi ele quem informou a esposa de Lüth e seus quatro filhos que Lüth havia morrido.
Dönitz entrou em contato com o comandante britânico da cidade de Flensburgo, pedindo-lhe permissão para realizar um funeral de Estado, que foi aprovado por consentimento real. O funeral foi realizado em 16 de maio de 1945 com Dönitz, sucessor designado de Adolf Hitler servindo como Reichspräsident, entregando o elogio. Com antecedência, Dönitz havia ordenado uma comissão de inquérito e corte marcial para esclarecer as circunstâncias do tiroteio. Durante a corte marcial, Gottlob afirmou que, de acordo com suas ordens, ele havia pedido a senha três vezes sem receber uma resposta da pessoa, que ele não conseguiu identificar visualmente na escuridão. Sem mirar, ele havia disparado seu rifle do quadril. A cadeia de eventos foi confirmada pelo líder da vigilância. O tribunal decidiu que Gottlob não era culpado e o inocentou de qualquer culpa.

## Na cultura popular
Lüth foi o tema de um relato hagiográfico do autor alemão Franz Kurowski, publicado em 1988 sob o pseudônimo de Karl Alman, comemorando "o comandante de submarino de maior sucesso da Segunda Guerra Mundial" (de acordo com o subtítulo). De acordo com o historiador canadense Michael Hadley, Kurowski, por sua própria admissão, usou seu nome de nascimento para "trabalho mais sério", e normalmente usava pseudônimos para obras de ficção. Em seu livro de 1995 Count Not the Dead: The Popular Image of the German Submarine, Hadley criticou os trabalhos de Kurowski como "hackwork" e "fio de comércio de celulose" focado na criação de heróis.

## Sumário da carreira

### Condecorações
- Cruz Espanhola em Bronze sem Espadas (6 de junho de 1939)[32]
- Medalha dos Sudetos (16 de setembro de 1939)[4]
- Cruz de Ferro (1939)
  - 2ª classe (25 de janeiro de 1940)[4]
  - 1ª classe (15 de maio de 1940)[4]
- Distintivo de Submarinos de Guerra (18 de fevereiro de 1940)
  - com Diamantes (26 de janeiro de 1943)[33]
- Cruz de Guerra de Valor Militar da Itália (1 de novembro de 1941)
- Distintivo de Submarinos da Frente (12 de outubro de 1944)
- Cruz de Cavaleiro da Cruz de Ferro (24 de outubro de 1940) como Oberleutnant zur See e comandante do U-138[10]
  - 142ª Folhas de Carvalho (13 de novembro de 1942) como Kapitänleutnant e comandante do U-181[10]
  - 29ª Espadas (15 de abril de 1943) como Kapitänleutnant e comandante do U-181[10]
  - 7º Diamantes (9 de agosto de 1943) como Korvettenkapitän e comandante do U-181[10]

### Promoções
- 1 de abril de 1933 – Offiziersanwärter
- 23 de setembro de 1933 – Seekadett
- 1 de julho de 1934 – Fähnrich zur See
- 1 de abril de 1936 – Oberfähnrich zur See
- 1 de outubro de 1936 – Leutnant zur See (segundo-tenente)
- 1 de junho de 1938 – Oberleutnant zur See (primeiro-tenente)
- 1 de janeiro de 1941 – Kapitänleutnant (capitão-tenente)[1]
- 1 de abril de 1943 – Korvettenkapitän (capitão de corveta)[1]
- 1 de agosto de 1944 – Fregattenkapitän (capitão de fragata)[1]
- 1 de setembro de 1944 – Kapitän zur See (capitão de mar e guerra)[1]

### Patrulhas
| Nº    | U-Boot | Partida                   | Partida       | Chegada                  | Chegada       | Dias     | Tonelagem (GRT) |
| ----- | ------ | ------------------------- | ------------- | ------------------------ | ------------- | -------- | --------------- |
| 1     | U-9    | 16 de janeiro de 1940     | Kiel          | 22 de janeiro de 1940    | Wilhelmshaven | 7 dias   | 2 367           |
| 2     | U-9    | 5 de fevereiro de 1940    | Wilhelmshaven | 14 de fevereiro de 1940  | Helgoland     | 10 dias  | 1 213           |
| 3     | U-9    | 17 de fevereiro de 1940   | Helgoland     | 17 de fevereiro de 1940  | Wilhelmshaven | 1 dia    |                 |
| 4     | U-9    | 14 de março de 1940       | Wilhelmshaven | 20 de março de 1940      | Wilhelmshaven | 7 dias   |                 |
| 5     | U-9    | 4 de abril de 1940        | Wilhelmshaven | 24 de abril de 1940      | Kiel          | 21 dias  |                 |
| 6     | U-9    | 5 de maio de 1940         | Kiel          | 15 de maio de 1940       | Wilhelmshaven | 11 dias  | 4 390           |
| 7     | U-9    | 16 de maio de 1940        | Wilhelmshaven | 30 de maio de 1940       | Kiel          | 15 dias  | 3 256           |
| 8     | U-138  | 10 de setembro de 1940    | Kiel          | 26 de setembro de 1940   | Lorient       | 17 dias  | 34 644          |
| 9     | U-138  | 8 de outubro de 1940      | Lorient       | 19 de outubro de 1940    | Lorient       | 12 dias  | 12 320          |
| 10    | U-43   | 10 de novembro de 1940    | Lorient       | 17 de dezembro de 1940   | Lorient       | 38 dias  | 31 612          |
| 11    | U-43   | 11 de maio de 1941        | Lorient       | 1 de julho de 1941       | Lorient       | 52 dias  | 8 017           |
| 12    | U-43   | 2 de agosto de 1941       | Lorient       | 23 de setembro de 1941   | Lorient       | 53 dias  |                 |
| 13    | U-43   | 10 de novembro de 1941    | Lorient       | 16 de dezembro de 1941   | Lorient       | 37 dias  | 17 979          |
| 14    | U-43   | 30 de dezembro de 1941    | Lorient       | 22 de janeiro de 1942    | Kiel          | 24 dias  | 17 594          |
| 15    | U-181  | 12 de de setembro de 1942 | Kiel          | 18 de de janeiro de 1943 | Bordéus       | 129 dias | 58 381          |
| 16    | U-181  | 23 de março de 1943       | Bordéus       | 14 de de outubro de 1943 | Bordéus       | 206 dias | 45 331          |
| Total | Total  | Total                     | Total         | Total                    | Total         | 640 dias | 243 099         |

### Navios afundados
- 46 navios afundados num total de 225 204 GRT
- 1 navio de guerra afundado num total de 552 toneladas
- 2 navios danificados num total de 17 343 GRT

| Data                    | U-Boot | Navio                      | Nacionalidade  | Tonelagem (GRT) |
| ----------------------- | ------ | -------------------------- | -------------- | --------------- |
| 18 de janeiro de 1940   | U-9    | Flandria                   | Suécia         | 1 179           |
| 19 de janeiro de 1940   | U-9    | Patria                     | Suécia         | 1 188           |
| 11 de fevereiro de 1940 | U-9    | Linda                      | Estónia        | 1 213           |
| 4 de maio de 1940       | U-9    | San Tiburcio [Mina]        | Reino Unido    | 5 995           |
| 9 de maio de 1940       | U-9    | Doris (Q 135)              | França         | 552             |
| 11 de maio de 1940      | U-9    | Tringa                     | Reino Unido    | 1 930           |
| 11 de maio de 1940      | U-9    | Viiu                       | Estónia        | 1 908           |
| 23 de maio de 1940      | U-9    | Sigurd Faulbaum            | Bélgica        | 3 256           |
| 20 de setembro de 1940  | U-138  | Boka                       | Panamá         | 5 560           |
| 20 de setembro de 1940  | U-138  | City of Simla              | Reino Unido    | 10 138          |
| 20 de setembro de 1940  | U-138  | New Sevilla                | Reino Unido    | 13 801          |
| 21 de setembro de 1940  | U-138  | Empire Adventure           | Reino Unido    | 5 145           |
| 15 de outubro de 1940   | U-138  | Bonheur                    | Reino Unido    | 5 327           |
| 15 de outubro de 1940   | U-138  | British Glory (danificado) | Reino Unido    | 6 993           |
| 2 de dezembro de 1940   | U-43   | Pacific President          | Reino Unido    | 7 113           |
| 2 de dezembro de 1940   | U-43   | Victor Ross                | Reino Unido    | 12 247          |
| 6 de dezembro de 1940   | U-43   | Skrim                      | Noruega        | 1 902           |
| 13 de dezembro de 1940  | U-43   | Orari (danificado)         | Reino Unido    | 10 350          |
| 15 de maio de 1941      | U-43   | Notre Dame du Châtelet     | França Livre   | 488             |
| 6 de junho de 1941      | U-43   | Yselhaven                  | Países Baixos  | 4 802           |
| 17 de junho de 1941     | U-43   | Cathrine                   | Reino Unido    | 2 727           |
| 29 de novembro de 1941  | U-43   | Thornliebank               | Reino Unido    | 5 569           |
| 30 de novembro de 1941  | U-43   | Ashby                      | Reino Unido    | 4 868           |
| 2 de dezembro de 1941   | U-43   | Astral                     | Estados Unidos | 7 542           |
| 12 de janeiro de 1942   | U-43   | Yngaren                    | Suécia         | 5 246           |
| 14 de janeiro de 1942   | U-43   | Chepo                      | Panamá         | 5 707           |
| 14 de janeiro de 1942   | U-43   | Empire Surf                | Reino Unido    | 6 641           |
| 3 de novembro de 1942   | U-181  | East Indian                | Estados Unidos | 8 159           |
| 8 de novembro de 1942   | U-181  | Plaudit                    | Panamá         | 5 060           |
| 10 de novembro de 1942  | U-181  | K.G. Meldahl               | Noruega        | 3 799           |
| 13 de novembro de 1942  | U-181  | Excello                    | Estados Unidos | 4 969           |
| 19 de novembro de 1942  | U-181  | Gunda                      | Noruega        | 2 241           |
| 20 de novembro de 1942  | U-181  | Corinthiakos               | Grécia         | 3 562           |
| 22 de novembro de 1942  | U-181  | Alcoa Pathfinder           | Estados Unidos | 6 797           |
| 24 de novembro de 1942  | U-181  | Dorington Court            | Reino Unido    | 5 281           |
| 24 de novembro de 1942  | U-181  | Mount Helmos               | Grécia         | 6 481           |
| 28 de novembro de 1942  | U-181  | Evanthia                   | Grécia         | 3 551           |
| 30 de novembro de 1942  | U-181  | Cleanthis                  | Grécia         | 4 153           |
| 2 de dezembro de 1942   | U-181  | Amarylis                   | Panamá         | 4 328           |
| 11 de abril de 1943     | U-181  | Empire Whimbrel            | Reino Unido    | 5 983           |
| 11 de maio de 1943      | U-181  | Tinhow                     | Reino Unido    | 5 232           |
| 27 de maio de 1943      | U-181  | Sicilia                    | Suécia         | 1 633           |
| 7 de junho de 1943      | U-181  | Harrier                    | África do Sul  | 193             |
| 2 de julho de 1943      | U-181  | Hoihow                     | Reino Unido    | 2 798           |
| 15 de julho de 1943     | U-181  | Empire Lake                | Reino Unido    | 2 852           |
| 16 de julho de 1943     | U-181  | Fort Franklin              | Reino Unido    | 7 135           |
| 4 de agosto de 1943     | U-181  | Dalfram                    | Reino Unido    | 4 558           |
| 7 de agosto de 1943     | U-181  | Umvuma                     | Reino Unido    | 4 419           |
| 12 de agosto de 1943    | U-181  | Clan Macarthur             | Reino Unido    | 10 528          |
| Total                   | Total  | Total                      | Total          | 243 099         |